# Puchar Świata w narciarstwie alpejskim mężczyzn 1974/1975
Puchar Świata w narciarstwie alpejskim mężczyzn sezon 1974/1975 to 9 edycja tej imprezy. Cykl ten rozpoczął się we francuskim Val d’Isère 5 grudnia 1974 roku, a zakończył 23 marca 1975 roku we włoskim Val Gardena. W tym sezonie Pucharu Świata po raz pierwszy rozgrywano zawody w kombinacji, jednak nie prowadzono ich klasyfikacji oraz nie przyznano małej kryształowej kuli. Punkty zdobyte w kombinacji liczyły się bezpośrednio do punktacji PŚ.

## Podium zawodów

### indywidualnie
| Lp  | Data             | Miejsce                | Konkurencja       | Zwycięzca        | 2. miejsce                | 3. miejsce           |
| 1.  | 5 grudnia 1974   | Val d’Isère            | gigant            | Piero Gros       | Ingemar Stenmark          | Erik Håker           |
| 2.  | 8 grudnia 1974   | Val d’Isère            | zjazd             | Franz Klammer    | Werner Grissmann          | Michael Veith        |
| 3.  | 15 grudnia 1974  | St. Moritz             | zjazd             | Franz Klammer    | Herbert Plank             | Werner Grissmann     |
| 4.  | 17 grudnia 1974  | Madonna di Campiglio   | slalom            | Ingemar Stenmark | Paolo De Chiesa           | Fausto Radici        |
| 5.  | 18 grudnia 1974  | Madonna di Campiglio   | gigant            | Piero Gros       | Greg Jones                | Tino Pietrogiovanna  |
| 6.  | 5 stycznia 1975  | Garmisch-Partenkirchen | zjazd             | Franz Klammer    | Werner Grissmann          | Josef Walcher        |
| 7.  | 6 stycznia 1975  | Garmisch-Partenkirchen | slalom            | Piero Gros       | Gustav Thöni              | Fausto Radici        |
| 8.  | 11 stycznia 1975 | Wengen                 | zjazd             | Franz Klammer    | Herbert Plank             | Erik Håker           |
| 9.  | 12 stycznia 1975 | Wengen                 | slalom            | Ingemar Stenmark | Piero Gros                | Fausto Radici        |
| 10. | 12 stycznia 1975 | Wengen                 | kombinacja        | Gustav Thöni     | David Zwilling            | Walter Tresch        |
| 11. | 13 stycznia 1975 | Adelboden              | gigant            | Piero Gros       | Gustav Thöni              | Werner Mattle        |
| 12. | 18 stycznia 1975 | Kitzbühel              | zjazd             | Franz Klammer    | Gustav Thöni              | Werner Grissmann     |
| 13. | 19 stycznia 1975 | Kitzbühel              | slalom            | Piero Gros       | Ingemar Stenmark          | Paolo De Chiesa      |
| 14. | 19 stycznia 1975 | Kitzbühel              | kombinacja        | Gustav Thöni     | Francisco Fernández Ochoa | Franz Klammer        |
| 15. | 21 stycznia 1975 | Fulpmes                | gigant            | Erik Håker       | Ingemar Stenmark          | Hans Hinterseer      |
| 16. | 26 stycznia 1975 | Innsbruck              | zjazd             | Franz Klammer    | Bernhard Russi            | Herbert Plank        |
| 17. | 30 stycznia 1975 | Chamonix               | slalom            | Gustav Thöni     | Ingemar Stenmark          | Hans Hinterseer      |
| 18. | 1 lutego 1975    | Megève                 | zjazd             | Walter Vesti     | René Berthod              | Philippe Roux        |
| 19. | 1 lutego 1975    | Megève                 | kombinacja        | Gustav Thöni     | Francisco Fernández Ochoa | Erik Håker           |
| 20. | 21 lutego 1975   | Naeba                  | slalom            | Hans Hinterseer  | Ingemar Stenmark          | Christian Neureuther |
| 21. | 23 lutego 1975   | Naeba                  | gigant            | Ingemar Stenmark | Erik Håker                | Hans Hinterseer      |
| 22. | 2 marca 1975     | Garibaldi              | gigant            | Ingemar Stenmark | Heini Hemmi               | Gustav Thöni         |
| 23. | 9 marca 1975     | Jackson Hole           | zjazd             | Franz Klammer    | Michael Veith             | René Berthod         |
| 24. | 13 marca 1975    | Sun Valley             | gigant            | Ingemar Stenmark | Piero Gros                | Gustav Thöni         |
| 25. | 15 marca 1975    | Sun Valley             | slalom            | Gustav Thöni     | Piero Gros                | Ingemar Stenmark     |
| 26. | 21 marca 1975    | Val Gardena            | zjazd             | Franz Klammer    | Erik Håker                | Bernhard Russi       |
| 27. | 23 marca 1975    | Val Gardena            | slalom równoległy | Gustav Thöni     | Ingemar Stenmark          | Walter Tresch        |

## Końcowa klasyfikacja generalna
| Miejsce | Zawodnik                  | Punkty |
| ------- | ------------------------- | ------ |
| 1.      | Gustav Thöni              | 250    |
| 2.      | Ingemar Stenmark          | 246    |
| 3.      | Franz Klammer             | 240    |
| 4.      | Piero Gros                | 196    |
| 5.      | Erik Håker                | 147    |
| 6.      | Hans Hinterseer           | 117    |
| 7.      | Herbert Plank             | 92     |
| 8.      | Werner Grissmann          | 87     |
| 9.      | Francisco Fernández Ochoa | 79     |
| 10.     | Paolo De Chiesa           | 74     |

### Zjazd (po 9 z 9 konkurencji)
| Miejsce | Zawodnik         | Punkty |
| ------- | ---------------- | ------ |
| 1.      | Franz Klammer    | 125    |
| 2.      | Werner Grissmann | 81     |
| 3.      | Herbert Plank    | 71     |
| 4.      | Bernhard Russi   | 58     |
| 5.      | René Berthod     | 56     |

### Slalom gigant (po 7 z 7 konkurencji)
| Miejsce | Zawodnik         | Punkty |
| ------- | ---------------- | ------ |
| 1.      | Ingemar Stenmark | 115    |
| 2.      | Piero Gros       | 106    |
| 3.      | Erik Håker       | 67     |
| 4.      | Gustav Thöni     | 60     |
| 5.      | Hans Hinterseer  | 55     |

### Slalom (po 8 z 8 konkurencji)
| Miejsce | Zawodnik         | Punkty |
| ------- | ---------------- | ------ |
| 1.      | Ingemar Stenmark | 130    |
| 2.      | Gustav Thöni     | 114    |
| 3.      | Piero Gros       | 90     |
| 4.      | Paolo De Chiesa  | 61     |
| 5.      | Hans Hinterseer  | 58     |

### Drużynowo
| Miejsce | Kraj       | Punkty |
| ------- | ---------- | ------ |
| 1.      | Włochy     | 726    |
| 2.      | Austria    | 618    |
| 3.      | Szwajcaria | 334    |
| 4.      | Szwecja    | 245    |
| 5.      | RFN        | 148    |